# Ifigenia in Tauride (Pasqualigo)
Ifigenia in Tauride è un dramma per musica di Benedetto Pasqualigo. 

È stato musicato dai seguenti compositori:
- Giuseppe Maria Orlandini. Rappresentata al Teatro Grimani di Venezia nella Stagione di Carnevale del 1719. Dedicata a Vincenzo Grimani, rampollo della nobile famiglia veneziana.
- Leonardo Vinci. Rappresentata al Teatro Grimani di Venezia nella Stagione di Carnevale del 1725.
- Tommaso Traetta. Rappresentata al Castello di Schönbrunn, Vienna, il 4 ottobre 1763.
- Carlo Monza. Rappresentata al Teatro alla Scala di Milano nella Stagione di Carnevale del 1784. Dedicata all'arciduca Ferdinando d'Asburgo-Este e a sua moglie l'arciduchessa Maria Beatrice Ricciarda.

## Personaggi
- Ifigenia, figlia di Agamennone
- Toante, Re di Tauride
- Teonoe, figlia di Toante
- Almireno, Principe Scita
- Oreste, fratello di Ifigenia
- Pilade